# Estación de Carvajal
Carvajal es un apeadero situado en la urbanización Carvajal del municipio español de Fuengirola, en la provincia de Málaga, comunidad autónoma de Andalucía. Forma parte de la línea C-1 de Cercanías Málaga.

## Situación ferroviaria
Se encuentra en la línea férrea de ancho ibérico Málaga-Fuengirola, pk. 25,8.

## Servicios ferroviarios

### Cercanías
Forma parte de la línea C-1 de Cercanías Málaga. Paran trenes con una frecuencia media de 20 minutos en cada sentido.

## Conexiones
Además de usando autobuses urbanos, también se puede acceder a esta estación mediante la línea de autobús interurbano adscrita al Consorcio de Transporte Metropolitano del Área de Málaga siguiente: Línea M-120 Torremolinos-Fuengirola.